# Enric II de Castella
Enric II de Castella, dit el de les Mercès (Sevilla 1333 - Santo Domingo de la Calzada, La Rioja 29 de maig de 1379), fou rei de Castella (1369-1379); autoproclamat el 1366, fou el primer de la dinastia Trastàmara.

## Orígens familiars
Va néixer el 13 de gener de 1333, sent el quart fill que tingué el rei Alfons XI de Castella amb la seva amant Elionor de Guzmán. Succeí al seu germà consanguini Pere I de Castella al tron castellà, després de la guerra civil castellana i la mort del rei, presumptament per ordre seva. També s'oposà militarment als drets de Constança de Castella, filla i hereva legítima del rei Pere.
Per ordre expressa del seu pare, l'infant Enric va ser criat i educat pel preceptor reial Rodrigo Álvarez, comte de Trastàmara i parent seu. Aquest va cedir el 1345, segons la conformitat de les lleis i els estatuts reials, el títol de comte de Trastàmara a l'infant Enric, declarant-lo hereu legal del comtat.

## La Guerra civil castellana
L'infant Enric, conjuntament amb els seus germans Federic Alfons de Castella, Sanç de Castella i Tello de Castella van combatre el seu germà consanguini Pere I de Castella. Aquest havia disposat el 1351 que la mare dels seus germans, Elionor de Guzmán, fos empresonada i torturada per finalment ser morta el 1361.
La primera guerra civil castellana es desenvolupa quan Enric de Trastàmara es trasllada a França per aconseguir la confiança del rei Carles V de França, la reina Joana de Borbó i els nobles francesos de la cort reial. Així mateix també va rebre el suport de Pere el Cerimoniós d'Aragó, els nobles de la Corona d'Aragó i altres nobles castellans contraris a Pere I. Enric va rebre el suport de l'exèrcit militar francès i va envair el territori castellà sent proclamat rei a Calahorra el 1366 i va ocupar en poc temps la totalitat del Regne de Castella.
Pere I el Cruel fugí i es refugià al Castell de Perapertusa i necessità l'ajuda d'Eduard, el príncep Negre, governador anglès d'Aquitània. Aquest va penetrar a la península amb tropes angleses i va derrotar Enric a la batalla de Nàjera el 1367. Enric però va aconseguir reorganitzar el seu exèrcit i va assetjar Toledo el 1368 i va derrotar Pere I a la batalla de Montiel el 1369. Mentre es negociava la pau al mateix camp de batalla entre els dos germans, es va produir una baralla que acabà amb la mort de Pere I en mans d'Enric.

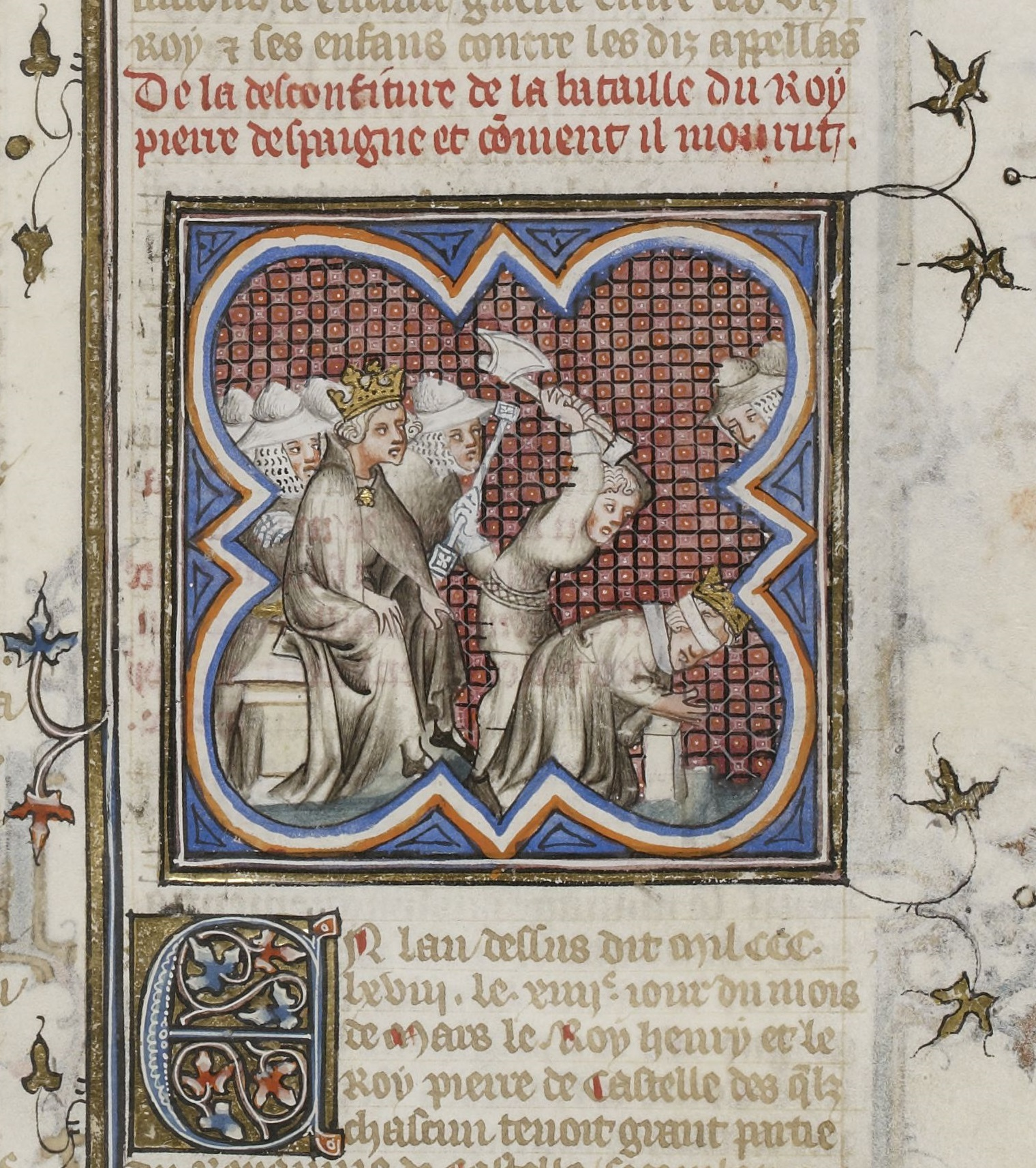
Enric II assegut al tron observant la mort de Pere I el Cruel (Manuscrit de la Biblioteca Nacional de París

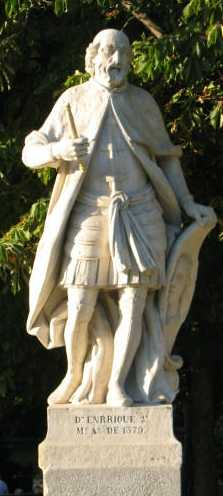
Estàtua del rei castellà al parc del Retiro de Madrid

## Ascens al tron
Després de la mort del seu germà també va vèncer a la Primera Guerra de Successió castellana els altres rivals: Ferran I de Portugal, besnet igual que Enric de Sanç IV de Castella, al Setge de Sevilla; i Joan de Gant, casat el 1371 amb Constança de Castella i hereva legítima del regne, però Muhàmmad V de Gharnata va aconseguir prendre Algesires.
Com aliat de Carles V de França va posar a disposició d'aquest la flota castellana, que va ser utilitzada pel rei francès en la conquesta del port de La Rochelle, ocupat pels anglesos durant la Guerra dels cent anys. En 1372 esclatà la guerra entre Castella i Portugal, que es tancà en 1374 pel Tractat de Santarem. El juny de 1374, a petició de Lluís I de Provença, va posar setge a Baiona, punt clau de comunicació entre el Regne de Navarra i el Regne d'Anglaterra. Els castellans van posar setge per mar i per terra, però la resistència de la ciutat i la manca de col·laboració francesa va obligar a aixecar el setge.
El Tractat d'Almazán fou una pau signada el 12 d'abril de 1375 entre Pere el Cerimoniós i Enric II de Castella que tancava la Guerra dels Dos Peres, pel qual Pere el Cerimoniós va renunciar a recuperar alguns dels territoris perduts en la guerra a canvi de 180.000 florins. A més a més s'establí el matrimoni entre Elionor d'Aragó i de Sicília i el fill d'Enric II, el futur rei Joan I de Castella i la condonació del deute d'Enric II de Castella amb Pere el Cerimoniós de 200.000 florins en concepte de dot.
Enric II va iniciar la reconstrucció interior del regne i va modificar en gran part la política exterior. Va recompensar aquells que l'havien ajudat en l'ascens al poder, alhora que va perseguir els jueus. Va crear el tribunal superior de Justícia del Regne i, a diferència del seu germà Pere I, va convocar constantment les corts castellanes.

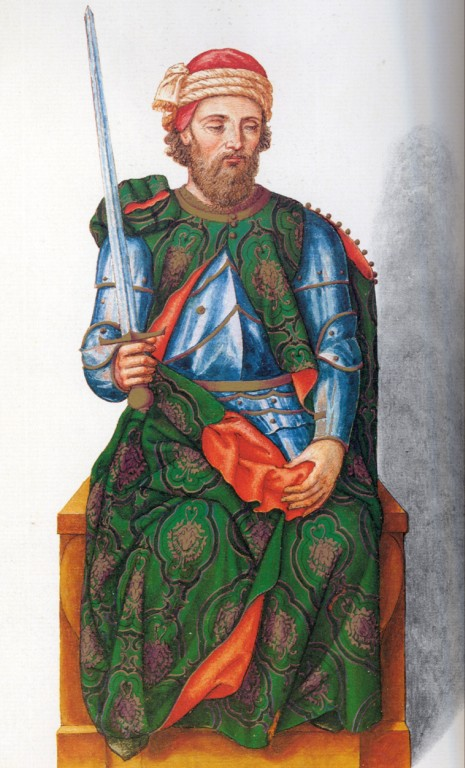
Miniatura d'Enric II datada el 1594

## Núpcies i descendents
El 27 de juliol de 1350 es va casar amb Joana Manuel, filla de l'infant Joan Manuel de Castella i besneta, igual que Enric II, de Ferran III de Castella. D'aquest matrimoni nasqueren tres fills:
- l'infant Joan I de Castella (1358-1390), rei de Castella, casat el 1374 amb Elionor d'Aragó i de Sicília, de la unió dels quals naixeria Ferran d'Antequera
- la infanta Elionor de Castella (1363-1415), casada el 1375 amb Carles III de Navarra
- la infanta Joana de Castella (1367-1374)